# Lysfanga: The Time Shift Warrior
Lysfanga: The Time Shift Warrior est un jeu d'action développé par Sand Door Studio et édité par Quantic Dream. Les joueurs contrôlent une guerrière qui peut se battre aux côtés d'une version d'elle-même des courses précédentes.

## Système de jeu
Les joueurs contrôlent Imë, un guerrier béni par la déesse du temps. Alors que les joueurs attaquent les ennemis d'Imë, Imë peut se battre aux côtés des versions de lui-même des 10 secondes précédentes. Ainsi, les joueurs peuvent combattre les ennemis près du bas de l'écran, revenir en arrière de 10 secondes et tuer d'autres ennemis près du haut de l'écran. En choisissant leurs ennemis de manière tactique et en utilisant de nombreux clones d'Imë, ils peuvent terminer les niveaux dans les délais impartis. Les combats de boss et certaines énigmes peuvent nécessiter l'utilisation de plusieurs clones d'Imë pour gagner. Il se joue d'un point de vue isométrique.

## Développement
Le développeur Sand Door Studio est basé en France. Quantic Dream a sorti Lysfanga: The Time Shift Warrior pour Windows le 13 février 2024. La version Nintendo Switch a suivi le 14 mai 2024.

## Accueil
Lysfanga reçoit des critiques mitigées sur Metacritic. TechRadar fait l'éloge du combat et des tactiques, mais déclare que l'histoire et les compétences à débloquer sont ennuyeuses. Digital Trends critique également l’histoire, bien qu'ils qualifient d'ingénieux le gameplay basé sur le voyage dans le temps.